# Retrat triple del Cardenal de Richelieu
Retrat triple del Cardenal de Richelieu és un quadre de c.1642 pintat a l'oli sobre tela de l'artista francès Philippe de Champaigne. La pintura mostra al Cardenal de Richelieu des de tres angles: perfil dret, perfil de cara i perfil esquerre. La pintura va ser feta com a estudi per un bust per ser fet per un escultor italià a  Roma. S'exposa a la National Gallery de Londres.
Armand-Jean du Plessis (1585-1642) era un noble de naixement. Es va convertir en Bisbe de Luçon el 1607 amb 22 anys, convertint-se en cardenal el 1622. Fou el primer ministre de Lluís XIII el 1624, i va ser anomenat duc de Richelieu el 1629. Philippe de Champaigne era un artista francès davanter, i fou un membre fundador de l'Acadèmia Reial de Pintura i Escultura el 1648. Richelieu era un considerable patró de les arts, i Champaigne li va pintar moltes vegades.
El cardenal amb cabell gris, amb una edat de gairebé 60, porta un solideu litúrgic escarlata i capa. Sota l'ampli coll d'una camisa blanca, lligada al coll amb una cadena d'arrossegament, que porta la cinta blau característic de l'Ordre de l'Esperit Sant (l'origen del terme "Cordon Bleu") de la qual penja la creu de Malta de l'Ordre com una creu pectoral. Una inscripció per sobre del cap dret (perfil esquerre) indica, "de ces deux profils, cecy [sic] est le meilleur" (d'aquests dos perfils, aquest és el millor).
La pintura mesura 58,7 × 72,8 centímetres. Va ser feta a París com un estudi per ser enviat a Roma, on l'escultor italià Francesco Mochi tenia l'encàrrec per fer una estàtua (actualment perduda) pel Château de La Meilleraye a prop de Beaulieu-sous-Parthenay a Poitou. Probablement pot ser que la pintura fou també utilitzada per Bernini pel seu Bust del Cardinal Richelieu de 1641, ara en el Museu del Louvre. Bernini hi havia adoptat un mètode similar pel seu Bust del Rei Carles I de 1636, utilitzant un retrat triple per Anton van Dyck, i és possible que el retrat triple de Carles I de Van Dyck podria haver influït al retrat triple del Cardenal de Richelieu fet per Philippe de Champaigne.
La pintura va ser donada a la National Gallery de Londres el 1869 per l'antiquari anglès i administrador del museu Sir Augustus Wollaston Franks.

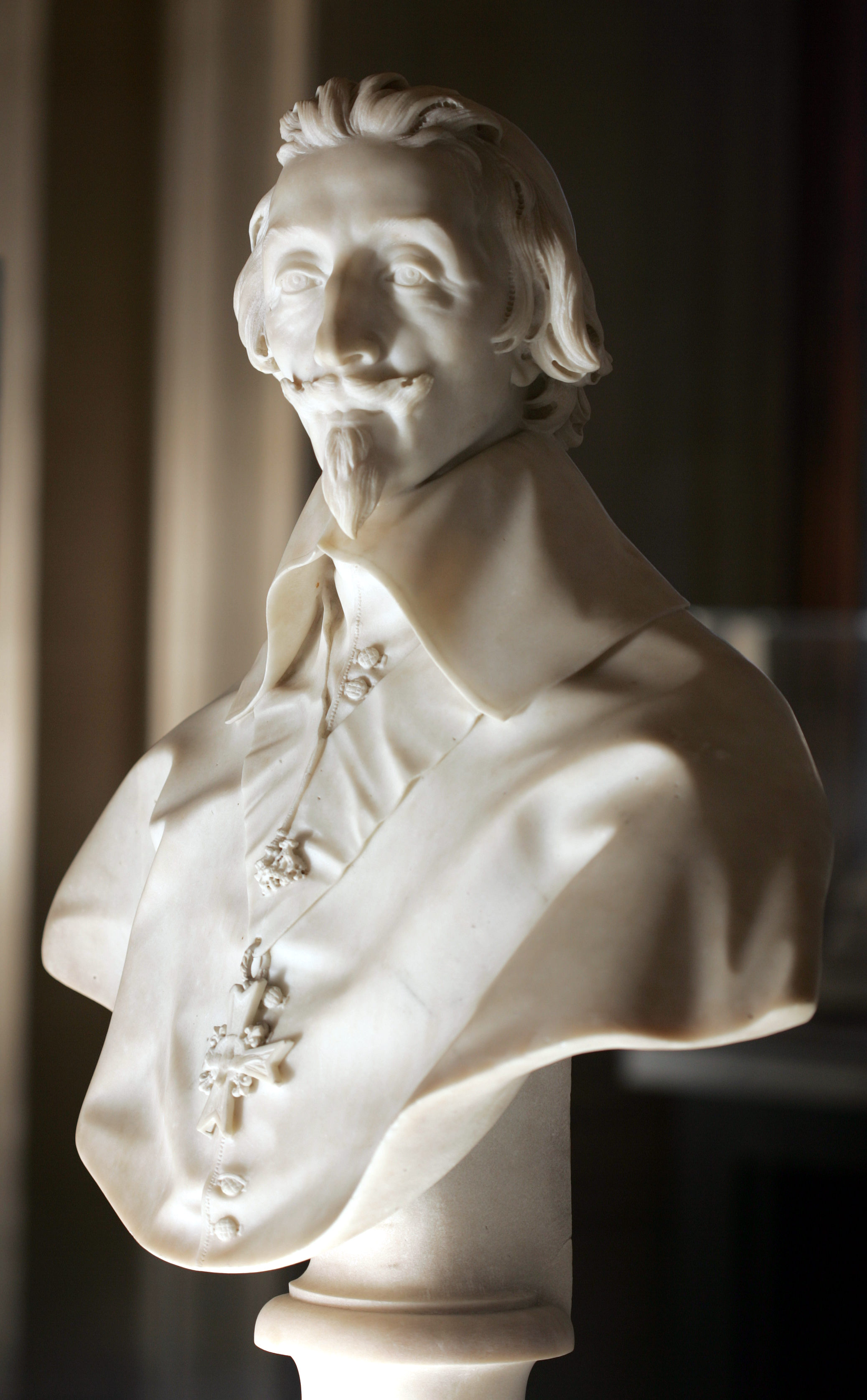
Bust del Cardinal Richelieu, Bernini, 1641, Louvre
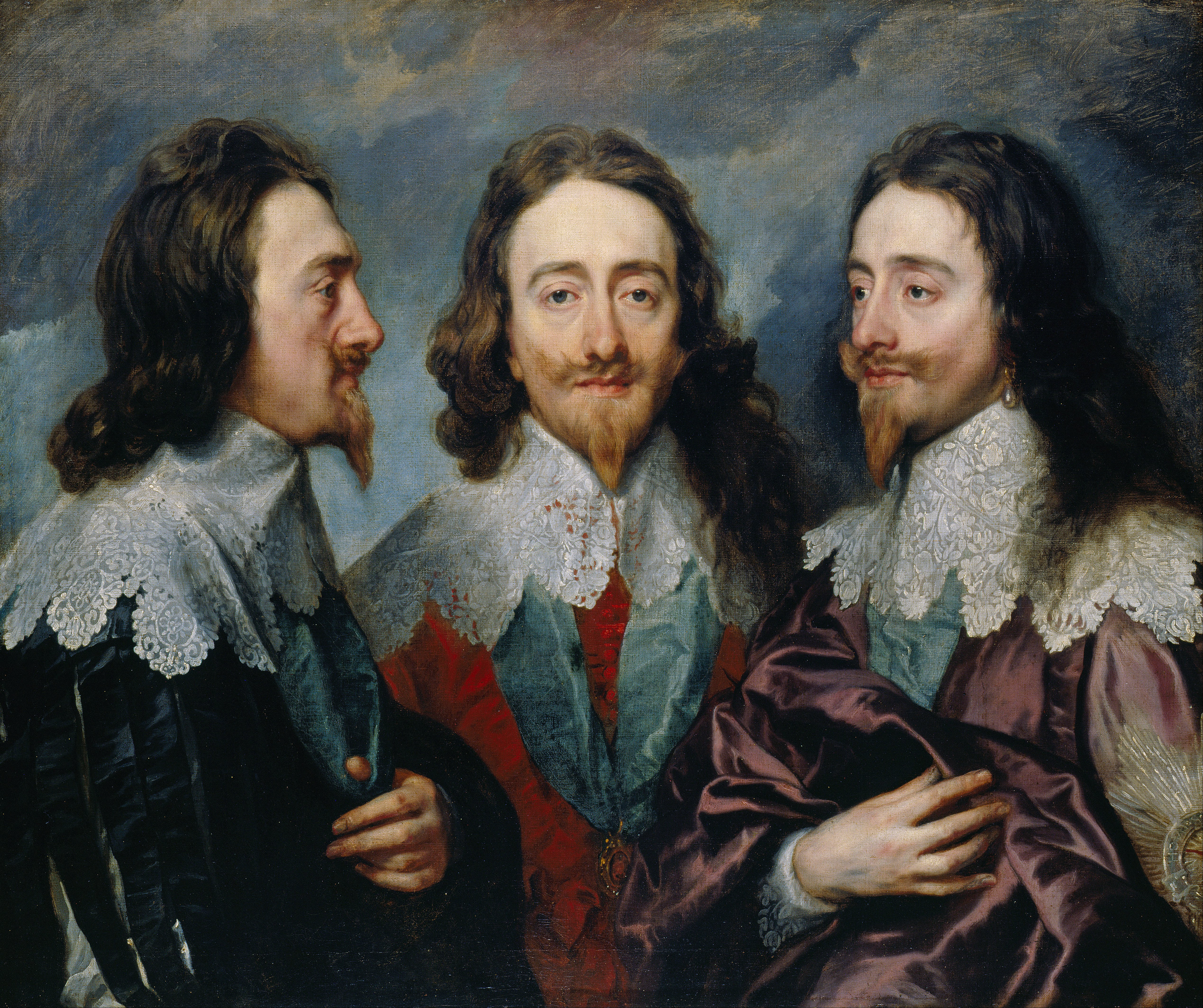
Retrat triple de Carles I, Van Dyck, 1635 o 1636, Col·lecció Reial